# Slaughterbridge
Slaughterbridge – wieś w Anglii, w Kornwalii. Leży 84 km na północny wschód od miasta Penzance i 333 km na zachód od Londynu.